# Абусеітова Майра Бекжуманівна
Майра Бекжуманівна Абусеі́това (нар. 1 травня 1925, Акмолінськ — пом. 1996, Алмати) — радянська актриса, режисер. Заслужений діяч мистецтв Казахської РСР з 1975 року.

## Біографія
Народилась 1 травня 1925 року в місті Акмолінську (тепер Нур-Султан, Казахстан). У 1947 році закінчила Алма-Атинську школу кіноакторів, де вона познайомилася зі своїм чоловіком, Куатом Абусеітовим. Її дебютна робота — фільм «Великий вальс». Під її керівництвом казахською мовою продубльовано понад 400 повнометражних художніх фільмів.
Померла в Алмати у 1996 році.